# Споменик природе Обреновачки Забран
Споменик природе Обреновачки Забран је заштићено подручје као споменик природе на територији општине Обреновац.

## Простор
Обреновачки Забран се налази на територији градске општине Обреновац, града Београд. Природно добро се налази на око 1,5 километара источно од Обреновца и на око 12 километара југозападно од предграђа Београда. У административном погледу добро се налази у оквиру катастарске општине Обреновац. Надморска висина на заштићеном простору се креће у распону од 73,0 - 77,5 метара. Укупна површина заштићеног добра износи 47,77,18 хектара.

## Категорија заштићеног подручја
Споменик природе Обреновачки Забран је проглашен заштићеним подручјем ради очувања и унапређења примарних предеоних вредности и пејзажних обележја комплекса са високом вегетацијом аутохтоног састава, значајног елемента у систему зелених површина Обреновца који повезује градске и ванградске зоне зеленила и доприноси регулацији микроклиматских услова, као и ради стварања услова за одрживи развој рекреативно–здравствених и туристичких садржаја, односно планско уређење и контролисано коришћење простора.
Установљена су два режима заштите, другог степена на делу заштићеног подручја површине 7.59.97 хектара и трећег степена на преосталом делу заштићеног подручја, површине 40,17,21 хектара.

## Биљни и животињски свет
Шума је лоцирана у централном делу у којој доминирају разне врсте дрвећа: Лужњак, Пољски брест, Пољски јасен, Бела топола, Бела врба и Populus robust, жбуња: Viburnum opulus, глог, курика и Cornus sanguinea и приземне флоре: фамилије каранфила, уснатица, љутића, љубичица млечика и друге.
До данас је утврђено око осамдесет и пет врста инсеката, неке од њих су заштићене врсте, а неке сврстане у категорију рањивих врста као што је Велики купусар. Када је реч о гмизавцима и водоземцима, констатоване су поред зидног гуштера и зелембаћа, слепић и белоушка.